# Ludwik I Hiszpański
Ludwik I  (ur. 25 sierpnia 1707 w Madrycie, zm. 31 sierpnia 1724 w Madrycie) – król Hiszpanii w 1724 roku (od 14 stycznia do 31 sierpnia 1724 roku) z dynastii Burbonów. Syn króla Hiszpanii Filipa V i Marii Ludwiki Sabaudzkiej – księżniczki Sardynii.
W 1724 r. jego ojciec, Filip V abdykował na jego rzecz. Powody do dziś są niejasne, prawdopodobnie Filip, spodziewając się śmierci chorowitego dziecka, Ludwika XV, zamierzał się starać o koronę francuską, a pokój w Utrechcie zabraniał łączenia koron francuskiej i hiszpańskiej. Ludwik XV wyzdrowiał, Ludwik I wkrótce zmarł na ospę po zaledwie 8 miesiącach panowania, a Filip V objął ponownie tron.
Ludwik był żonaty z córką regenta Francji – Filipa Orleańskiego, Ludwiką Elżbietą (1709 – 1742), która po jego śmierci powróciła do Francji.

## Genealogia
| 4. Ludwik Burbon          |  |                            |  |  |             |
|                           |  | 2. Filip V Burbon          |  |  |             |
| 5. Maria Anna Wittelsbach |  |                            |  |  |             |
|                           |  |                            |  |  | 1. Ludwik I |
| 6. Wiktor Amadeusz II     |  |                            |  |  |             |
|                           |  | 3. Maria Ludwika Sabaudzka |  |  |             |
| 7. Maria Anna Orleańska   |  |                            |  |  |             |
|                           |  |                            |  |  |             |